# آلدن (کانزاس)
آلدن (به انگلیسی: Alden) شهری در ایالت کانزاس کشور ایالات متحده آمریکا است که جمعیت آن در سرشماری سال ۲۰۱۰ میلادی، ۱۴۸ نفر بوده‌است.